# Trưng cầu dân ý độc lập Nouvelle-Calédonie, 2020
Một cuộc trưng cầu dân ý về độc lập đã được tổ chức tại Nouvelle-Calédonie vào ngày 4 tháng 10 năm 2020. Cuộc thăm dò này là cuộc thăm dò thứ hai được tổ chức theo các điều khoản của Hiệp ước Nouméa, sau cuộc trưng cầu dân ý tương tự trước đó vào năm 2018.
Độc lập đã bị bác bỏ, với 53,26% cử tri phản đối sự thay đổi này, giảm một ít so với kết quả trưng cầu năm 2018, lúc đó 56,7% bỏ phiếu "không". Tỷ lệ cử tri đi bầu là 85,64%. Hiệp ước Nouméa cho phép tổ chức một cuộc trưng cầu dân ý nữa, nếu Quốc hội Nouvelle-Calédonie bỏ phiếu thuận. Cuộc trưng cầu dân ý thứ ba sẽ được tổ chức vào năm 2022.

## Bối cảnh
Nouvelle-Calédonie chính thức bị Pháp sáp nhập vào năm 1853, kể từ đó cộng đồng dân cư người châu Âu và Polynesia, cũng như nhóm dân định cư khác đã khiến người Kanak bản địa trở thành dân tộc thiểu số (lần lượt là 27%, 11% và 39% trong cuộc điều tra năm 2014). Lãnh thổ này đã được sử dụng như một thuộc địa lưu đày từ năm 1864 đến năm 1897, người Kanak "bị loại trừ khỏi nền kinh tế Pháp và công việc khai thác tài nguyên ở đây". Từ năm 1976 đến 1988, xung đột giữa chính phủ Pháp và phong trào độc lập đã dẫn đến bạo lực và hỗn loạn nghiêm trọng (đỉnh điểm là vụ bắt con tin trong hang động Ouvéa vào năm 1988), phong trào đòi độc lập Kanak nổi lên ngày càng được sự ủng hộ từ nhiều người Kanak, do họ thất vọng với vị trí xã hội thấp kém về kinh tế và do thiếu hỗ trợ tham gia toàn diện vào nền kinh tế, điều này được coi là vấn đề từ sự bóc lột của người Pháp. Mặc dù GDP bình quân đầu người (danh nghĩa) cao ở mức 38.921 đô la và mặc dù Nouvelle-Calédonie là nhà sản xuất niken lớn, có sự bất bình đẳng đáng kể trong phân phối thu nhập, nhiều người cho rằng doanh thu khai thác chỉ mang lại lợi ích cho những người dân bên ngoài lãnh thổ và các cộng đồng khai thác trong lãnh thổ.
Kể từ năm 1986, Ủy ban Phi thực dân hóa của Liên Hợp Quốc đã đưa Nouvelle-Calédonie vào danh sách Các lãnh thổ không tự quản của Liên Hợp Quốc. Cuộc trưng cầu dân ý về độc lập ở Nouvelle-Calédonie năm 1987 là cuộc trưng cầu dân ý độc lập lần đầu tiên, được tổ chức vào ngày 13 tháng 9 năm 1987, nhưng yêu cầu độc lập đã bị đa số bác bỏ, với 842 người (1,7%) bỏ phiếu cho độc lập và 48.611 người (98,3%) bỏ phiếu không độc lập để tiếp tục là một phần lãnh thổ của Pháp. Nhiều nhóm ủng hộ độc lập, chẳng hạn như Kanak và Mặt trận Giải phóng Quốc gia Xã hội Chủ nghĩa (FLNKS) đã tẩy chay cuộc bỏ phiếu. Tỷ lệ tham gia là 59,10%.
Thỏa thuận Matignon được ký vào ngày 26 tháng 6 năm 1988 bởi Jean-Marie Tjibaou và Jacques Lafleur, mở ra một thời kỳ ổn định kéo dài 10 năm, một số điều khoản nhất định cũng đã được đưa ra đối với người Kanak. Hiệp ước Nouméa được ký kết vào ngày 5 tháng 5 năm 1998 bởi chính phủ Pháp và các đảng độc lập và chống độc lập chính, đặt ra một giai đoạn chuyển tiếp kéo dài 20 năm, chuyển giao một số quyền hạn cho chính quyền địa phương và đặt nền móng cho một cuộc trưng cầu dân ý về độc lập vào năm 2018.
Theo Hiệp ước Nouméa, người dân Nouvelle-Calédonie được phép tham gia tối đa ba cuộc trưng cầu dân ý về độc lập; lần đầu tiên vào năm 2018, sau đó là hai lần nữa vào năm 2020 và 2022 nếu các cuộc bầu cử trước đó không dẫn đến độc lập, nhưng một phần ba đại biểu Quốc hội Nouvelle-Calédonie đã bỏ phiếu thêm một lần khác nữa. Trưng cầu dân ý lần đầu tiên được tổ chức vào tháng 11 năm 2018, với tỷ lệ cử tri từ chối độc lập là 53,26%.
Vào năm 2019, các thành viên của Liên minh Calédonie, Tương lai với Sự tự tin, Kanak và Mặt trận Giải phóng Quốc gia Xã hội Chủ nghĩa và Xã hội (FLNKS) và Liên minh Quốc gia vì Độc lập đã yêu cầu tổ chức một cuộc trưng cầu dân ý khác.

## Quyền bầu cử
Cuộc trưng cầu được tổ chức theo danh sách cử tri đặc biệt. Các cử tri tiềm năng phải được đăng ký trong danh sách cử tri chung và cũng phải đáp ứng một trong các tiêu chí phụ:
1. Có tên trong danh sách cử tri cho cuộc trưng cầu dân ý năm 1998 về Hiệp ước Nouméa;
2. Đủ điều kiện để có tên trong danh sách cử tri cho cuộc trưng cầu dân ý năm 1998, nhưng không được ghi danh;
3. Không đáp ứng được các yêu cầu để có tên trong danh sách cử tri năm 1998 chỉ vì vắng mặt vì lý do gia đình, y tế hoặc nghề nghiệp;
4. Có tình trạng tập quán dân cư bản xứ, hoặc sinh ra ở Nouvelle-Calédonie và có lợi ích vật chất của họ trên lãnh thổ này;
5. Ít nhất một cha hoặc một mẹ sinh ra ở Nouvelle-Calédonie và có lợi ích vật chất của họ trong lãnh thổ;
6. Có ít nhất 20 năm cư trú liên tục tại Nouvelle-Calédonie trước ngày 31 tháng 12 năm 2014;
7. Sinh trước ngày 1 tháng 1 năm 1989 và từng cư trú tại Nouvelle-Calédonie từ năm 1988 đến 1998;
8. Sinh sau ngày 31 tháng 12 năm 1988 và đến tuổi bỏ phiếu trước cuộc trưng cầu dân ý, có ít nhất một phụ huynh nằm trong danh sách cử tri (hoặc đủ điều kiện cử tri) cho cuộc trưng cầu năm 1998.

Do đó, trong cuộc trưng cầu dân ý năm 2018, 35.948 cử tri đã đăng ký trong danh sách chung đã bị loại khỏi cuộc bỏ phiếu, tương đương với 17,11% trong tổng số 210.105 cử tri đã đăng ký trong danh sách cử tri chung. Hạn chế quyền biểu quyết của những cư dân gần đây đã được gọi một cách đầy xúc phạm là Zoreilles - và việc mở rộng quyền biểu quyết của người Kanak bản địa đã được FLNKS săn đón từ lâu.

## Chiến dịch và bỏ phiếu
Chiến dịch được điều hành bởi Front de libération nationale kanak et socialiste (FLNKS) và Mouvement nationaliste pour la souveraineté de Kanaky (Phong trào Quốc gia vì Chủ quyền Kanaky), đại diện cho các đảng ủng hộ độc lập và những "người trung thành" muốn lãnh thổ vẫn thuộc Pháp. Phía ủng hộ bao gồm các đảng chính trị L'Avenir en confiance và Mặt trận Quốc gia Pháp, trong khi những người ly khai do Đảng Lao động lãnh đạo.
Các vấn đề chiến dịch bao gồm quyền khai thác niken ở Nouvelle-Calédonie, Chính phủ Pháp và những người trung thành coi niken là một trong những tài sản chiến lược của mình, cũng như một nguồn thu nhập và việc làm quan trọng cho người dân trên đảo, trong khi những người ly khai đã hoài nghi lợi ích của họ với các công ty nước ngoài đang vận hành các nhà máy, cũng như chỉ trích ô nhiễm từ ngành công nghiệp và ảnh hưởng của nó đối với các ngành nông nghiệp và thủy sản quan trọng của địa phương.
Sau khi bỏ phiếu trắng không tham gia cuộc trưng cầu dân ý năm 2018, vào tháng 7 năm 2020, Đảng Lao động tuyên bố sẽ kêu gọi những người ủng hộ bỏ phiếu cho độc lập trong cuộc trưng cầu dân ý sắp tới.
Cuộc trưng cầu dân ý được tổ chức vào ngày 4 tháng 10 năm 2020. Việc bỏ phiếu vào ngày này phần lớn được tổ chức trong hòa bình, mặc dù những người chống độc lập cáo buộc rằng có một số hành vi đe dọa và phân biệt chủng tộc nhắm vào cử tri ở một số địa phương.

## Kết quả và hậu quả
Với 85,6% cử tri đi bỏ phiếu, 53,26% cử tri chọn "không", kết quả là quần đảo này vẫn thuộc về nước Pháp. Đây là một con số thấp hơn so với cuộc thăm dò năm 2018, trong đó 56,7% bỏ phiếu "không". Kết quả đã phân cực mạnh về mặt địa lý, với 71% cư dân của Tỉnh Nam từ chối độc lập, trong khi hai tỉnh khác, Tỉnh Bắc và Tỉnh Quần đảo Trung thành, lần lượt là 76% và 82% bỏ phiếu "đồng ý".
Đây là cuộc trưng cầu dân ý thứ hai trong số ba cuộc trưng cầu dân ý về độc lập được phép, có thể sẽ có cuộc trưng cầu dân ý thứ ba và cuối cùng được tổ chức vào một thời điểm nào đó trước năm 2022. Daniel Goa, thuộc đảng Liên minh Caledonian ủng hộ độc lập đã bày tỏ hy vọng rằng sự thay đổi tỷ lệ phiếu bầu theo hướng "đồng ý" sẽ dẫn đến một cuộc trưng cầu dân ý thứ ba thành công. Trong khi đó Sonia Backès, lãnh đạo của Les Loyalistes (những người chống độc lập), kêu gọi đối thoại giữa hai bên mặc dù bà thừa nhận rằng có thể cần tổ chức cuộc trưng cầu dân ý lần thứ ba trước khi cuộc đối thoại như vậy có thể bắt đầu.
Tổng thống Pháp Emmanuel Macron bày tỏ lòng biết ơn về kết quả này, đồng thời cảm ơn người dân Nouvelle-Calédonie đã "bỏ phiếu tín nhiệm" cho Cộng hòa Pháp. Ông cũng ghi nhận những người đã ủng hộ nền độc lập, kêu gọi đối thoại giữa tất cả các bên để vạch ra tương lai của khu vực.